# طرفة بنت محمد الخريف
 طرفة بنت محمد الخريف؛ اشتهرت بعلمها في منطقة نجد وساهمت من خلال أداء دورها التعليمي في تعليم الفتيات وتدريسهن، عُرف عنها حب المساكين والإحسان للفقراء والمسابقة في فعل الخيرات.

## نبذه عنها
ولدت عام 1346هـ/1927م في حريملاء فقدت والديها وعمرها سنتان فنشأت في كنف جدتها لأمها، دَرَست في كتّاب موضي الحمد وختمت القرآن الكريم، وتعلمت على يدي زوجها إبراهيم بن حرقان مبادئ العلوم الدينية، واجتازت اختبار الشهادة الابتدائية عام 1381هـ/1962م، أنجبت أربعة من الأولاد.

## دورها في التعليم
افتتحت كتّابًا في منزلها في حي العقدة في حريملاء عام 1362هـ /1943م درّست فيه القرآن الكريم بدون مقابل لأكثر من 10 سنوات ثم انتقلت إلى الرياض وافتتحت كتّابًا في منزلها عام 1377هـ /1958م استمر لمدة 3 سنوات، ثم عملت في التدريس في إحدى المدارس الحكومية لمدة 20 عامًا تشجيعًا لها وقد رأت الرئاسة العامة لتعليم البنات بأنها ذات مؤهل علمي يعادل الصف الخامس الابتدائية . 

## وفاتها
توفيت في 7 شوال عام 1418هـ/ 1998م.

## وصلات خارجية
- "طرفة الخريف"المعلمة النجدية الأولى